# Aquilonastra anomala
Aquilonastra anomala is een zeester uit de familie Asterinidae.
De wetenschappelijke naam van de soort werd in 1921 gepubliceerd door Hubert Lyman Clark.